# Palacio japonés

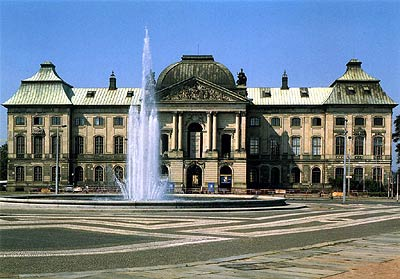
El Palacio japonés

El Palacio japonés (en alemán Japanisches Palais) es un edificio barroco en el barrio Neustadt de Dresde a orillas del río Elba. Construido en 1715, se usó desde 1729 hasta 1731 para almacenar la colección de porcelana japonesa de Augusto el Fuerte, y que ahora forma parte de la colección de porcelana de Dresde. Sin embargo, nunca se utilizó para este fin, y en su lugar sirvió como biblioteca.
El Palacio japonés fue parcialmente destruido durante los bombardeos aliados el 13 de febrero de 1945 durante la Segunda Guerra Mundial, pero fue reconstruido entre los años 1950 y 1960. La última obra de reconstrucción continuó hasta 1987. Hoy, alberga tres museos: el Museo de Etnología de Dresde, el Museo Estatal de Prehistoria (Landesmuseum für Vorgeschichte) y la colección de historia natural Senckenberg.